# 桑原頼幸
桑原 頼幸（くわはら よりゆき、1946年12月3日 - 2014年9月12日）は、日本の実業家。1972年関東学院大学工学部卒、1972年トピー工業に入社。2000年トピー工業の子会社である北越メタル執行役員就任。トピー工業豊橋製造所所長と兼任となる。2001年豊橋製造所のダイオキシン排出削減に成功。2003年北越メタル代表取締役社長就任。北越メタル本社工場のある長岡市は桑原頼幸社長就任時代、最大震度6の地震に二度も襲われたが見事に復旧を果たした。2011年3月7日取締相談役に就任し、社長を退任。2014年病気の為死去。満67歳没。

## 実績
- 2001年 - トピー工業豊橋製造所のダイオキシン排出削減に成功
- 2004年 - 新潟県中越地震が発生したが本社工場・三条工場を復旧
- 2007年 - 新潟県中越沖地震が発生したが本社工場・三条工場を復旧
- 2009年 - 北越メタルがKS規格（韓国規格）を認証取得